# Just A Memory Records
Just A Memory Records is een sublabel van het Canadese platenlabel Justin Time Records, waarop historische en zeldzame opnames op het gebied van jazz en blues uitkomen. Het label werd in 1990 opgericht. 
Een serie op dit label is "Collector's Classics", waaronder live-opnames worden uitgebracht die in de jaren zestig en zeventig in Canada werden gemaakt. Artiesten die op Just A Memory Records uitkwamen zijn onder meer Oscar Peterson, Chet Baker, Stéphane Grappelli, Joe Venuti, Jack Teagarden, Astor Piazzola, Muddy Waters, Big Mama Thornton, Sonny Terry & Brownie McGhee, Clifton Chenier, John Patton en John Lee Hooker.